# Rock acrobatique

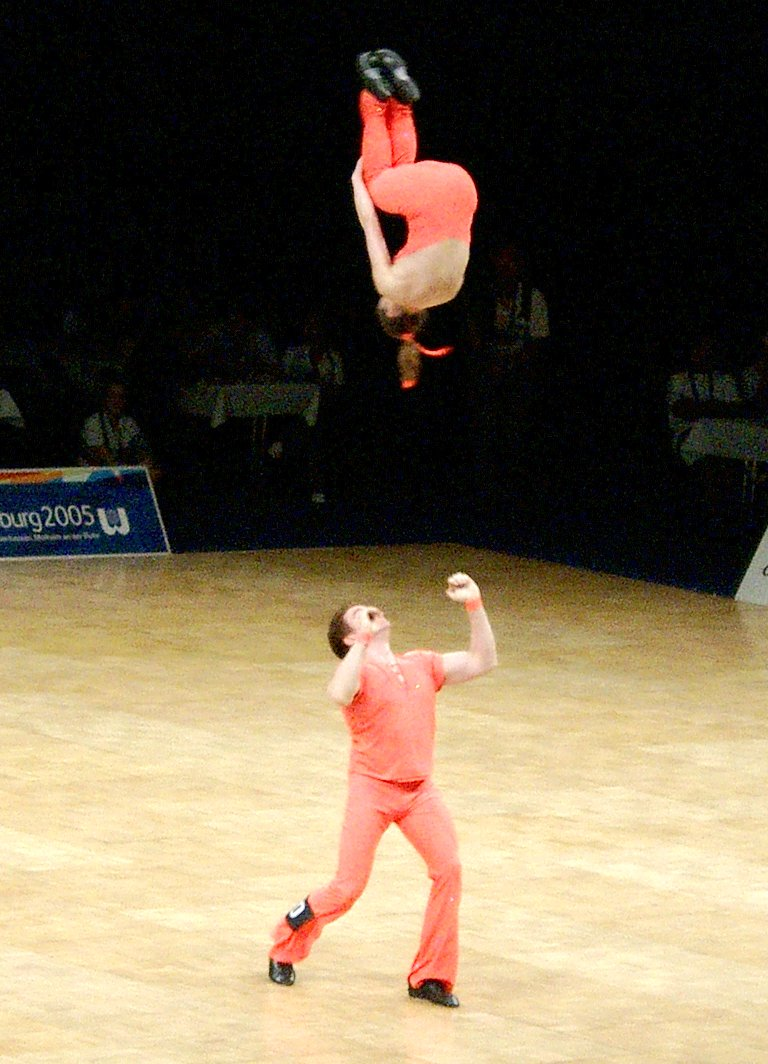
Daniela Bechtold et Michael Boheme, World Games 2005 à Oberhausen.

Le rock acrobatique est une danse basée sur le principe du rock à six temps[réf. nécessaire] dans laquelle sont introduites des acrobaties.
Pratiqué surtout lors de compétitions et démonstrations, il se danse en couple (homme / femme). Bien que dérivé du rock'n'roll, le pas de base et autres techniques sont bien différentes et permettent de débuter dans cette danse sans autre connaissance préalable.

## Historique
En 1850, le Cake-Walk fut la première danse de couple créée par des noirs. Elle naquit de la communauté esclave aux États-Unis. "Ils se mirent à parodier leurs maîtres ... s'inspirant des grandes marches ... en africanisant les pas et les rythmes". Ils décidèrent d'inventer leur danse.
Cette danse fut ensuite adoptée par les blancs, allant jusqu'à l'Europe où le Prince de Galles vint à l'apprendre. Elle fut même présentée en exhibition à l'exposition universelle de 1900 à Paris. Au début du XXe siècle, l'Europe découvre alors, les danses animalières, et les assagit pour donner le fox-trot et le Quick-step.
Le charleston apparaît en 1924 lors d’un spectacle à Broadway. La crise économique de 1929 marque alors, la fin de la mode charleston.
Vers 1940, la musique Boogie-Woogie fait son apparition, et la danse, composée de pas de claquettes et de fox-trot, est adoptée par la société blanche.
Le lindy-hop, qui tient son nom de l'aviateur Lindberg (qui venait de traverser l'Atlantique), apparaît en 1927 et marque un tournant décisif. Il intègre les pas de Cake-Walk, de Boogie-Woogie, de danses animalières et de Charleston.
C'est avec le Lindy-Hop qu'apparurent les premières figures acrobatiques. Pour être accepté par les blancs, le Lindy-Hop est rebaptisé Jitterbug.
Le Jitterbug arriva en France après la seconde guerre mondiale, exporté par les soldats américains, sous les noms de Bop et Be-Bop. Le Rock'n'Roll fit son apparition et le Jitterbug s'adapta à cette musique pour donner naissance à la danse Rock, prémisse du Rock Acrobatique.
Certains prétendent que ce serait Jacques Bense son créateur. « Le rock acrobatique que j'ai créé sous le nom de Be-Bop acrobatique était un mélange judicieux de Bop et d'acrobatie. On peut naturellement effectuer les acrobaties avec n'importe lequel des sept styles de rock ».
L'ouverture en 1960 d'un night club spécialisé dans le Jitterbug et le Rock à Lyon, le B.C blues, rassemble les danseurs de la ville et crée un noyau de danseurs.
Le Jitterbug est alors très en vogue à Lyon, à tel point, que les lyonnais écrasent les parisiens dans les concours de danse.
En 1970 a lieu le Championnat de France de rock acrobatique à Valence, remporté par Bernard Farhi et Annie Giorgio, danseurs du BB Club (Ecole Bernard Brunerie), pionnière du rock.
Deux grandes écoles à Lyon rivalisaient : BB Club (B Brunerie) et Maurice Bacconnet. 1972 est l'année de naissance du Rock Acrobatique, lorsque " les professeurs de danse lyonnais décident de lancer un nouveau produit ".
En 1975, la Fédération Européenne de Danses de Jazz est créée par les Français, les Italiens, les Allemands et les Suisses.
Les premières compétitions internationales sont organisées
De nombreuses associations voient le jour petit à petit, certaines verront leur fin, d’autres auront une croissance régulière. l’A.F.D.A. a doublé son effectif durant ces 5 dernières années, elle est également l’Association Française de Rock Acrobatique qui a remporté le plus de titres internationaux.
Aujourd'hui une seule Association est reconnue par la Fédération Française de Danse (FFD), le Comité National de Rock Acrobatique (CNRA) et permet à ses danseurs de représenter la France sur la place internationale.
Ce sont les Lyonnais qui en 1968 inventent le rock acrobatique dans un but purement commercial, comme pour le Jive. Toujours plus "spectacle et compétition", c'est une gymnastique dansée sur un tempo très marqué. Le rock acrobatique, bien que très "aventurier" à son démarrage, est aujourd'hui très codifié et les acrobaties, bien qu'impressionnantes, sont réalisées aujourd'hui avec toutes les mesures de sécurité qui leur sont dues.
Les années 1970 et le début des années 1980 ont été le théâtre de la structuration du rock acrobatique comme discipline sportive. Des fédérations de danse nationales ont vu le jour (apparemment en conflits perpétuels !), puis une fédération de danse européenne, puis une fédération de danse mondiale, la WRRC.
À l'heure actuelle, la France compte plus d'un millier de compétiteurs, et un certain nombre de pratiquants en loisir.

## Principe
Le rock acrobatique se danse sur une base de 6 temps avec un pas de base dit « sauté ». Le pas de base est constitué d'un "kick ball change" de la jambe droite (danseuse)/gauche (danseur) et de deux jetés (droite puis gauche danseuse/gauche puis droite danseur). Cela donne cette énergie et cette tonicité si caractéristiques de cette danse. Entre les déplacements en sauté, s'intercalent des chorégraphies, suivies d'acrobaties. Très technique, le rock acrobatique se danse généralement avec une partenaire unique afin de faciliter les prises de repère qui sont très personnelles et propres à chaque couple.
Le rock acrobatique est extrêmement éprouvant. Il est montré qu’une démonstration de 1 min 30 équivalait à l’énergie dépensée lors d’un 800 m… mais sur place.[réf. nécessaire]
Le rock acrobatique peut être rapproché du patinage artistique (couple et danse sur glace), par la chorégraphie, les jeux de jambes, les portés, les acrobaties, les costumes, les choix musicaux ainsi que leur arrangement.

### Acrobaties
Lorsqu’on débute en rock acrobatique les acrobaties sont limitées en hauteur. La danseuse est pratiquement toujours tenue par le danseur, et elle peut toujours se raccrocher à lui si un problème survient.
Le principal risque se produit lorsqu’on pratique régulièrement et intensément ce sport : une inflammation de la périphérie de l’os du tibia (périostites).
Toutefois, au fil des années, le rock acrobatique au plus haut niveau est devenu une discipline pouvant être dangereuse. En effet depuis l'apparition des saltos avant et arrière (qui sont devenus doubles saltos avant et arrière) les danseuses gravitent aux alentours de 5 mètres du sol et ne sont plus tenues par le danseur.
Même s’ils restent rares, il faut toutefois noter plusieurs accidents graves, et que l’on déplore, hélas, le décès d'une danseuse en Autriche.[Laquelle ?] Les accidents arrivent souvent à cause de la fatigue.
Quelques exemples d'acrobaties (leurs noms) : petit soleil, cheval plongeon, petit cheval, siège, tourniquet, demi-serpentin...

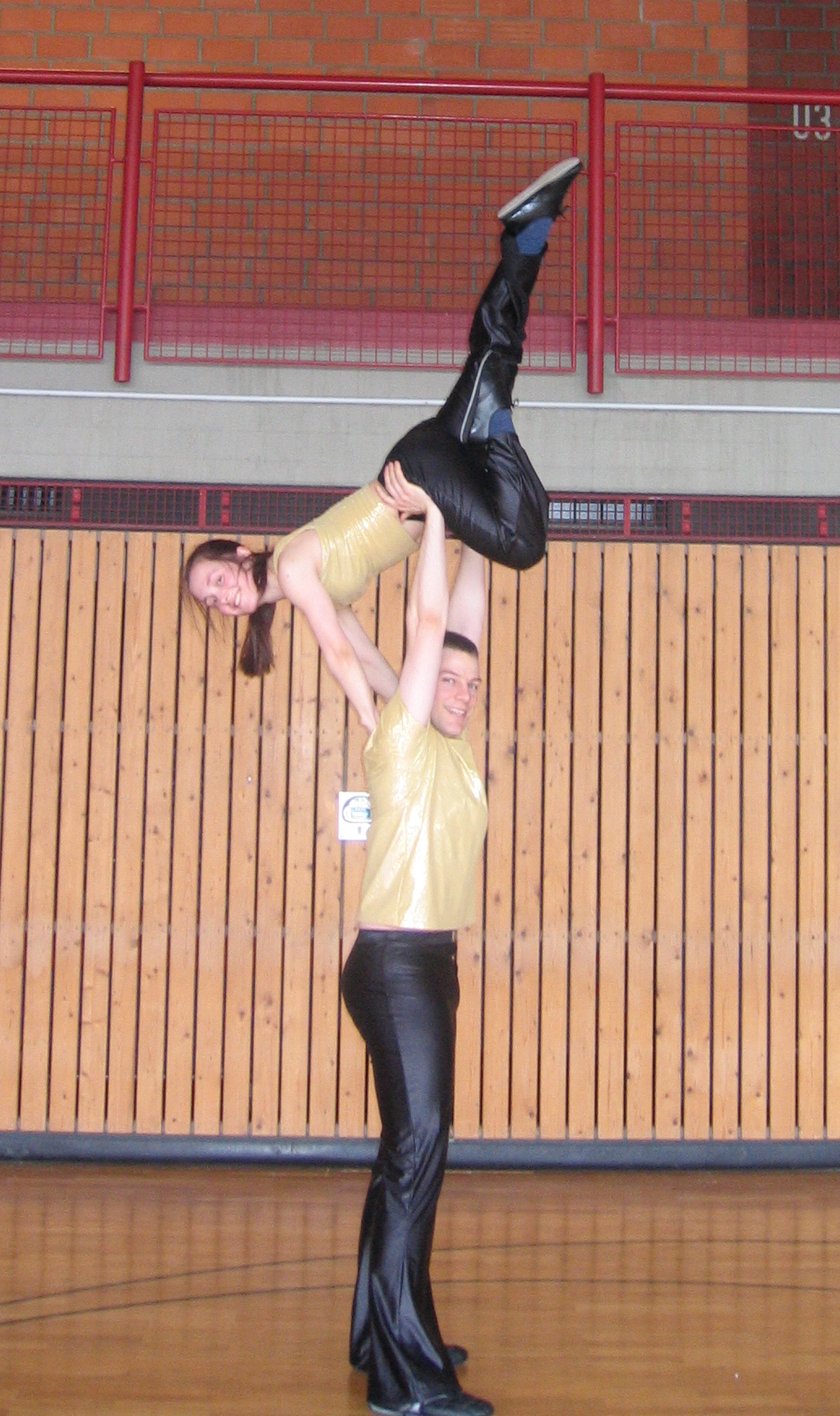
Swan
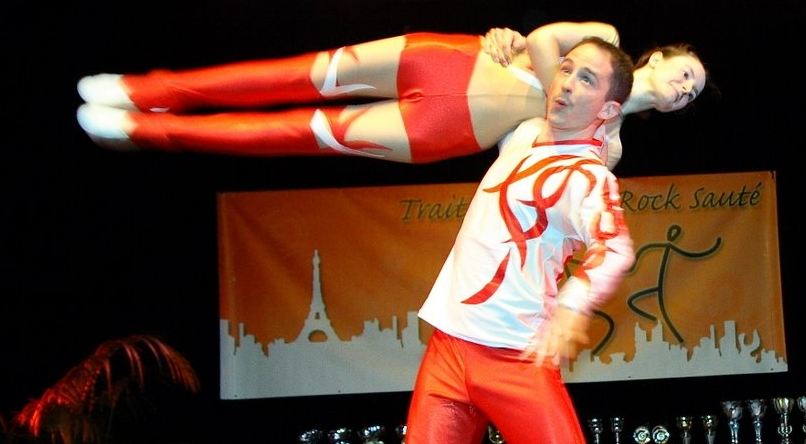
Demi-serpentin
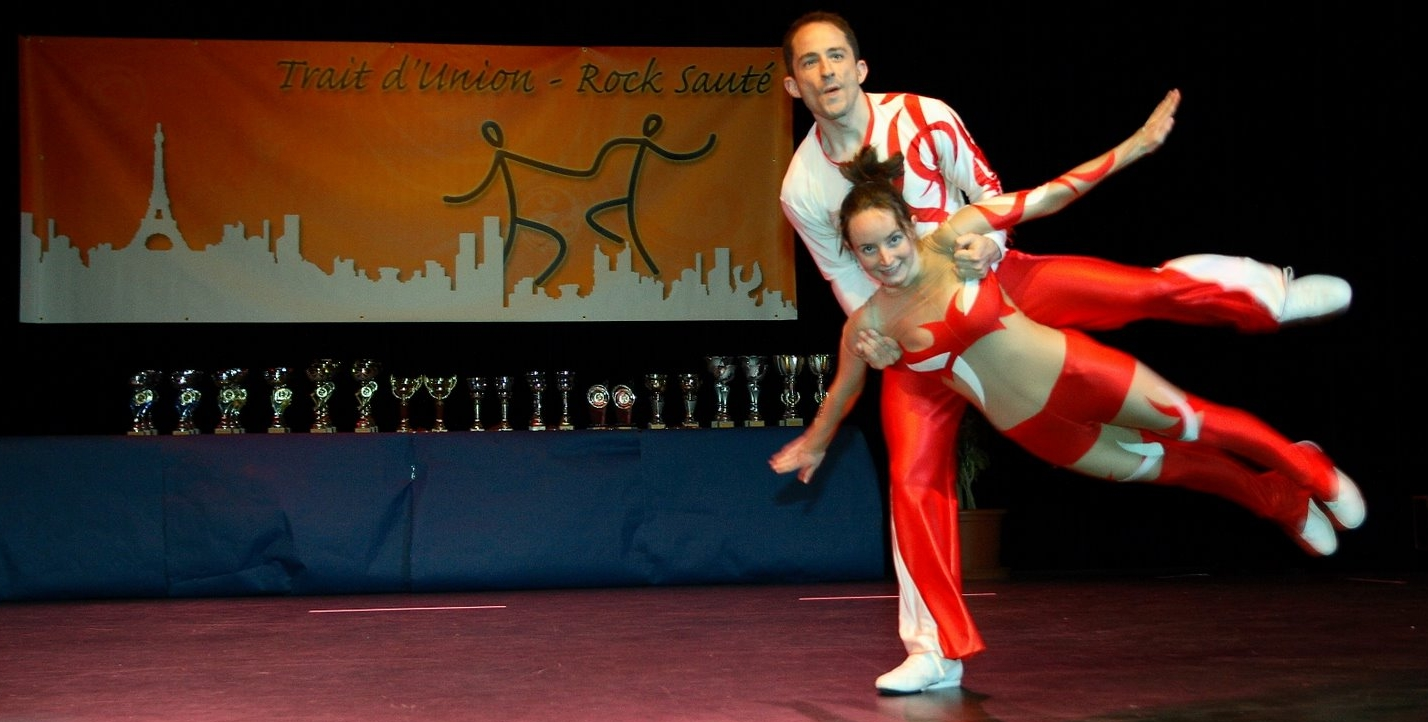
Tourniquet
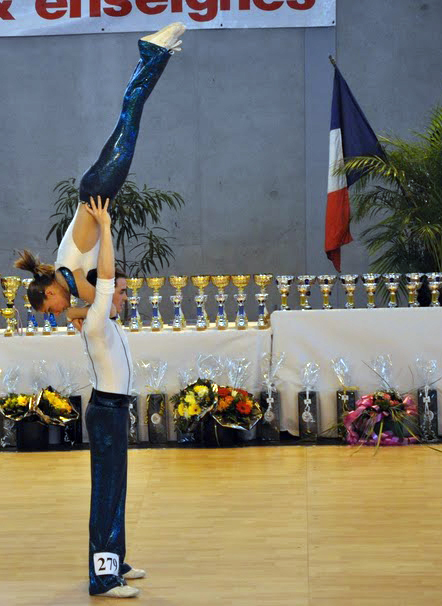
Cheval-i

## Catégories
Les catégories de rock acrobatique sont régies par un règlement appelé Safety levels qui limite la difficulté des acrobaties, détermine les âges autorisés et règle la durée et le tempo de chaque passage de danse.
Catégorie Children : Ce sont les plus jeunes. Ils ont entre 8 et 11 ans. Leur chorégraphie dure entre 1 minute et une minute 15 sur un tempo de 47-48 bars/min. Dans cette catégorie, il est interdit de faire des acrobaties.
 Catégorie Juvéniles : Dans cette catégorie, les enfants ont entre 10 et 14 ans. Ils dansent entre 1 minute 30  et 1 minute 45 sur un tempo de 48-49 bars/min. Ils ont le droit à 2 acrobaties maximum lors de leur passage.
 Catégorie Juniors  : Juste avant les "grands". Ils ont entre 14 et 17 ans et dansent 1 minute 30 et 1 minute 45 pour les quart de finale. Au delà des quarts de finale, ils font un passage entre 1 minute 45 et 2 minutes, sur un tempo de 48-50 bars/min. Entre 5 et 6 acrobaties leur sont autorisés.
 Catégorie Couple-Dance Show   : Les adultes, c’est la catégorie par laquelle en règle générale les compétiteurs adultes commencent, ils dansent pendant 1 minutes 30 à 1 minute 45 sur un tempo de 48-52 bars/min. 5 acrobaties conduites sont autorisées.
 Catégorie Main Class Contact Style   : Cette catégorie prépare à la catégorie reine, ils dansent 1 minute 30 et 1 minute 45 pour les quart de finale. Au delà des quarts de finale, ils font un passage entre 1 minute 45 et 2 minutes, sur un tempo de 48-50 bars/min sans acrobaties et 1 minutes 30 de passage acrobatique sur un tempo de 48-50 mesures par minute. Ils doivent présenter entre 5 et 6 acrobaties, ils n’ont cependant pas encore droit aux saltos.
 Catégorie Main Class Free Style  : C’est la catégorie reine. C’est dans cette catégorie que sont choisis les représentants de la Suisse en concours internationaux, ils dansent 1 minute de passage à terre sans acrobatie sur un tempo de 50-52 bars/ min et 1 minute 30 de passage acrobatique sur un tempo de 48-50 bars/ min ; 6 acrobaties sont autorisées. Les saltos 1/2 ainsi que les doubles ne sont autorisés qu'à partir des 1/2 finales. Cependant, les doubles saltos demeurent le niveau de difficulté maximum autorisé.
Depuis quelques années, le CNRA (France) a rebaptisé les catégories A, B et C (sans en modifier, apparemment, les règles).
La catégorie C s'appelle désormais "Nationale 3", la B, "Nationale 2" et la A, "Nationale 1".

### Catégories de l'AFFD
(Les âges sont définis par les années calendaires et non les dates d'anniversaire)
Les noms des catégories ont changé depuis 2008 (anciens noms entre parenthèses). De nouvelles catégories sont apparues, celles-ci sont soulignées.
- Jeunes

- - Cadet 1 (Cadet) : 8/15 ans, 1 min, 47/48 MPM, pas sauté, portés/acros interdits
  - Cadet 2 (équivalent Cadet D+) : 8/15 ans, 1 min, 47/48 MPM, pas sauté, portés/acros interdits, catégorie limitée à 1 saison pour le couple
  - Cadet 3 (Cadet D) : 5/10 ans, 1 min, 44/45 MPM, pas sauté, portés/acros interdits, catégorie limitée à 1 saison pour le couple
  - Cadet 4 (Minime 2) : 5/10 ans, 1 min, 44/45 MPM, pas sauté, portés/acros interdits
  - Cadet 5 (Minime 1) : 5/10 ans, 1 min, 44/45 MPM, pas sauté interdit, portés/acros interdits

- - Junior 3 (Juniors B) : 12/17 ans, 1.30/1.45 min, 47/48 MPM, pas sauté, portés/acros interdits
  - Junior 2 (Youth) : 8/14 ans, 1.30/1.45 min, 47/48 MPM, pas sauté, portés/acros interdits, figures tenues avec appui au sol autorisé, 2 combinaisons autorisées. Catégorie internationale.
  - Junior 1 (Juniors) : 12/17 ans, 1.30/1.45 min, 47/48 MPM en éliminatoires et 47/49MPM en finale, pas sauté, 4 acrobaties tenues autorisées, figures tenues avec appui au sol autorisé, 2 combinaisons autorisées. Catégorie internationale.

- - Fille 1 (F/F) : Fille/Fille : 13/17 ans, 1 min, 47/48 MPM, pas sauté, acrobaties/portés interdits
  - Fille 2 (équivalent F/F-) : Fille/Fille : 8/12 ans, 1 min, 44/45 MPM, pas sauté, acrobaties/portés interdits

- Adultes (non mis à jour, nouveaux noms non affichés)

- - A/National : age min : 14 ans, catégorie internationale, 3 passages
    - Passage imposé : 1 min, 48/50 MPM, 4 acrobaties imposées, pas sauté.
    - Passage "Jeux de jambes" : 1/1.15 min, 50/52 MPM, acrobaties interdites, figures avec contact au sol autorisées
    - Passage "Acrobaties" : 1.30/1.45 min, 48/50 MPM, 6 acrobaties libres, les acrobaties "supplémentaires" (potentiellement dangereuses et interdites avant la 1/2 finale) doivent passer devant une commission technique pour validation.

  - B Class/National 1 : age min : 14 ans, catégorie internationale, 3 passages. Mêmes règles qu'en B, mais les 6 acrobaties sont maintenant un minimum.
  - B : age min : 1 4ans, catégorie internationale, 2 passages, musique libre en finale
    - Passage "Jeux de jambes" : 1 min, 50/52 MPM, acrobaties interdites, figures avec contact au sol autorisées
    - Passage "Acrobaties" : 1.30 min, 48/50 MPM, 6 acrobaties à faire, acrobaties avec rotation interdites (sauf si tenue)

  - C : age min : 1 4ans, 1.30 min, 47/48 MPM, acrobaties limitées, 5 acrobaties max.
  - D : age min : 14 ans, 1.15 min, 47/48 MPM, pas sauté, portés/acros interdits
  - E : age min : 18 ans, entre 1 min et 1.15 min, tempo libre, musique libre, costume libre, pas sauté, portés/acros interdits, un nombre minimum de pas de base durant le passage est requis
  - F : age min : 18 ans, 1 min, 44/45 MPM, pas sauté/jeté interdit, tenue de ville obligatoire (pas de tenue de compétition), il ne faut jamais avoir été licencié dans aucune autre catégorie. Participation limitée à 2 ans.

### Catégories du CNRA
(Classement des catégories CNRA en 2007)

(Les âges sont définis par les années calendaires et non les dates d'anniversaire)
- Groupe Rock Au Sol (Pas de base au sol, catégorie ouverte aux couples Fille/Fille)
  - Minime 1 : 5/9 ans, 1 min, 42/44 MPM, pas sauté interdit
  - PE1 : 7/13 ans, 1 min, 42/44 MPM pas sauté interdit, portés/acros interdits
  - PE2 : 8/15 ans, 1 min 15, 46/48 MPM, pas sauté interdit, portés/acros interdits, un lift autorisé
  - PA1 : À partir de 14 ans, 1 min, 46 MPM, pas sauté interdit, portés/acros interdits
  - PA2 : À partir de 14 ans, 1 min 15, 50/52 MPM, pas sauté interdit, portés/acros interdits, un lift autorisé
  - PA3 : À partir de 14 ans, 1 min 15, 54/56 MPM, pas sauté interdit, lifts autorisés, une acrobatie simple autorisée.

- Groupe Rock Sauté
  - Minime 2 (M2) : 5/10 ans, 1 min, 44/45 MPM, pas sauté, portés/acros interdits
  - Juniors D (JD) : 8/15 ans, 1 min, 46/48 MPM, pas sauté, portés/acros interdits
  - Youth : 8/14 ans, 1 min 30/1 min 45, 47/48 MPM, pas sauté, portés/acros interdits, figures tenues avec appui au sol autorisé. Catégorie internationale
  - Juniors 2 (J2) : 12/17 ans, 1 min 30, 48/50 MPM, pas sauté, portés/acros interdits
  - Adule D (AD) : À partir de 16 ans, 1 min 15, 48 MPM, pas sauté, portés/acros interdits
  - JJL : À partir de 14 ans, 1 min/1 min 15, 52/54 MPM, pas sauté, lifts autorisées, portés/acros interdits. Musique, Costume et thème libre.

- Groupe Rock Acrobatique
  - Juniors : 12/17 ans, 1 min 30/1 min 45, 47/48 MPM en éliminatoires et 47/49 MPM en finale, pas sauté, 4 acrobaties tenues autorisées, figures tenues avec appui au sol autorisé, 2 combinaisons autorisées. Catégorie internationale.
  - National 3 (N3) : âge min. : 13 ans, 1 min 30, 48 MPM, acrobaties limitées, 5 ou 6 acrobaties max.
  - National 2 (N2) : âge min. : 14 ans, catégorie internationale, 2 passages, musique libre en finale
    - Passage "Chorégraphique" : 1 min, 50/52 MPM, acrobaties interdites, figures avec contact au sol autorisées
    - Passage "Acrobatique" : 1 min 30, 48/50 MPM, 6 acrobaties à faire, acrobaties avec rotation interdites (sauf si tenue)

  - National 1 (N1) : âge min. : 15 ans, catégorie internationale, 3 passages
    - Passage imposé : 1 min, 48/50 MPM, 4 acrobaties imposées, pas sauté.
    - Passage "Chorégraphique" : 1 min/1 min 15, 50/52 MPM, acrobaties interdites, figures avec contact au sol autorisées
    - Passage "Acrobatique" : 1 min 30/1 min 45, 48/50 MPM, 6 acrobaties libres, les acrobaties "supplémentaires" (potentiellement dangereuses et interdites avant la 1/2 finale) doivent passer devant une commission technique pour validation.

### Catégories WRRC (World Rock'n'Roll Confederation) - Fédération internationale
Youth (8 à 14 ans) :
Les passages durent entre 1 min 30 s et 1 min 45 s. Le tempo est 47/48 MPM, sauf en finale (47/49 MPM). Aucune acrobatie n'est tolérée. Le couple doit réaliser au minimum 6 pas de base.
Junior (12 à 17 ans) :
Les passages durent entre 1 min 30 s et 1 min 45 s. Le tempo est 47/48 MPM, sauf en finale (47/49 MPM). Le passage doit comporter au moins 3 acrobaties, 4 au maximum, dans le respect des acrobaties tolérées. Le couple doit réaliser au minimum 6 pas de base.
Girls Formations
Le passage durent entre 1 min 30 s et 1 min 45s lors des qualifications pour la final. Lorsqu'il s'agit de la finale, le passage dure entre 2 min 15s et 2 min 30 s. Le tempo est entre 48 et 52 bars/ min. Il faut au minimum 10 pas de base dans la chorégraphie en finale. La formation est composée entre 8 à 12 filles.
Ladies Formations
Le passage durent entre 1 min 30 s et 1 min 45s lors des qualifications pour la final. Lorsqu'il s'agit de la finale, le passage dure entre 2 min 15s et 2 min 30 s. Le tempo est entre 48 et 52 bars/ min. Il faut au minimum 10 pas de base dans la chorégraphie en finale. La formation est composée entre 8 à 16 filles.
B-Class (minimum 14 ans) :
Le couple doit présenter deux passages :
- Le passage acrobatique (à chaque tour de la compétition), qui dure entre 1 min 30 s et 1 min 45 s. Le tempo est 48/50 MPM. Le couple doit réaliser 5 acrobaties lors des qualifications et des quarts de finale, 6 acrobaties en demi-finale et en finale, dans le respect des acrobaties tolérées. Le couple doit réaliser au minimum 6 pas de base.

- Le passage sol (ou jeu de jambes), qui dure entre 1 min 00 s et 1 min 15 s. Le tempo est 50/52 MPM. Aucune acrobatie n'est tolérée. Le couple doit réaliser au minimum 6 pas de base. Ce passage est présenté lors du premier tour des qualifications et en finale.

Main Class (minimum 15 ans) :
Le couple doit présenter deux passages :
- Le passage acrobatique (à chaque tour de la compétition, qui dure entre 1 min 30 s et 1 min 45 s. Le tempo est 48/50 MPM. Le couple doit réaliser 5 acrobaties lors des qualifications et des quarts de finale, 6 acrobaties en demi-finale et en finale, dans le respect des acrobaties tolérées. Le couple doit réaliser au minimum 6 pas de base.

- Le passage sol (ou jeu de jambes), qui dure entre 1 min 00 s et 1 min 15 s. Le tempo est 50/52 MPM. Aucune acrobatie n'est tolérée. Le couple doit réaliser au minimum 6 pas de base. Ce passage est présenté lors du premier tour des qualifications et en finale.

#### Fédérations
- (fr) Fédération Française
- (en) Fédération mondiale WRRC
- (de) Fédération suisse SRRC
- (fr) Fédération Belge de Rock'n'Roll et de Boogie Woogie FBRB